# Chachatipa
Chachatipa är en ort i Mexiko.   Den ligger i kommunen San Martín Chalchicuautla och delstaten San Luis Potosí, i den sydöstra delen av landet, 220 km norr om huvudstaden Mexico City. Chachatipa ligger 282 meter över havet och antalet invånare är 301.
Terrängen runt Chachatipa är huvudsakligen kuperad, men söderut är den platt. Runt Chachatipa är det ganska tätbefolkat, med 90 invånare per kvadratkilometer. Närmaste större samhälle är Tamazunchale, 12,4 km sydväst om Chachatipa. Omgivningarna runt Chachatipa är en mosaik av jordbruksmark och naturlig växtlighet.